# Prasinocyma
Prasinocyma is een geslacht van vlinders van de familie spanners (Geometridae), uit de onderfamilie Geometrinae.

## Soorten
- P. absimilis Warren, 1901
- P. acutipennis Wiltshire, 1994
- P. aetheraea (Debauche, 1937)
- P. agglomerata Herbulot, 1996
- P. albicosta Walker, 1861
- P. albinotata Prout, 1930
- P. albinotatat Prout, 1915
- P. albiseriata Warren, 1906
- P. albisticta (Warren, 1901)
- P. albivenata Herbulot, 1983
- P. ampla Warren, 1904
- P. anadyomene Townsend, 1952
- P. angiana Joicey & Talbot, 1917
- P. angolica Prout, 1930
- P. angulilinea Warren, 1912
- P. annexa Prout, 1924
- P. anomoea Turner, 1910
- P. arabica Wiltshire, 1982
- P. bamenda Herbulot, 1982
- P. bicolor (Warren, 1907)
- P. bifimbriata Prout, 1912
- P. bilobata Fletcher D. S., 1978
- P. bipunctata Prout, 1913
- P. caecata Fletcher D. S., 1958
- P. caeruleotincta Prout, 1912
- P. candida Prout, 1923
- P. caniola Warren, 1903
- P. cellularia (Guenée, 1862)
- P. centralis Prout, 1915
- P. coerulea Warren, 1903
- P. congrua (Walker, 1869)
- P. consobrina Warren, 1912
- P. convergens Warren, 1907
- P. corolla Prout, 1913
- P. corrugata Fletcher D. S., 1958
- P. crenulata Fletcher D. S., 1958
- P. croca Fletcher D. S., 1978
- P. crossota Meyrick, 1888
- P. chloroprosopa Prout, 1913
- P. debilis Prout, 1913
- P. delicata Warren, 1912
- P. delicataria (Möschler, 1887)
- P. dentatilineata Prout, 1913
- P. deviata Prout, 1913
- P. differens (Warren, 1902)
- P. dioscorodes Prout, 1913
- P. discata Warren, 1906
- P. discoprivata Prout, 1913
- P. dohertyi Warren, 1903
- P. dorsipunctata Warren, 1911
- P. edwardsi Fletcher D. S., 1958
- P. eichhorni Prout, 1920
- P. eremica Wiltshire, 1980
- P. exililinea Warren, 1906
- P. flavilimes Warren, 1906
- P. florediscata Warren, 1907
- P. floresaria Walker, 1866
- P. fragilis Warren, 1903
- P. fraterna Warren, 1907
- P. furcata Fletcher D. S., 1963
- P. gajdacsi Prout, 1930
- P. geminata Prout, 1913
- P. geminipuncta Warren, 1906
- P. gemmatimargo Prout, 1915
- P. geometrica Prout, 1913
- P. germinaria (Guenée, 1858)
- P. glauca Warren, 1907
- P. hadrata (Felder & Rogenhofer, 1875)
- P. hailei Debauche, 1937
- P. hiaraka Viette, 1981
- P. ibandana Debauche, 1941
- P. idiotica Prout, 1930
- P. immaculata (Thunberg, 1784)
- P. inconspicuata Fletcher D. S., 1958
- P. indentilinea Warren, 1912
- P. indistincta Warren, 1903
- P. infirma Prout, 1913
- P. inornata Fletcher D. S., 1958
- P. intermedia Warren, 1907
- P. inturbida Prout, 1924
- P. inversicaulis Prout, 1913
- P. iosticta Meyrick, 1888
- P. iseres Turner, 1922
- P. jefferyi Prout, 1930
- P. laticostata Warren, 1906
- P. latistriga Warren, 1906
- P. leucocycla Herbulot, 1982
- P. leucophracta Prout, 1932
- P. leucopis Prout, 1922
- P. limpida Prout, 1922
- P. lindemannae Fletcher D. S., 1958
- P. loveridgei Prout, 1926
- P. marginepunctata Warren, 1903
- P. marina Warren, 1907
- P. megacydes Prout, 1930
- P. melanostigma Herbulot, 1996
- P. minutapuncta Warren, 1903
- P. nandiensis Prout, 1930
- P. neavei Prout, 1912
- P. neglecta Prout, 1921

- P. nereis Townsend, 1952
- P. nictata Prout, 1913
- P. nigrimacula Prout, 1915
- P. nigripunctata (Warren, 1897)
- P. niphobola Prout, 1930
- P. nipholoba Prout, 1930
- P. niphosporas Prout, 1930
- P. niveisticta Prout, 1912
- P. nivisparsa Butler, 1882
- P. nonyma Prout, 1926
- P. oblita Prout, 1930
- P. obsoleta Warren, 1906
- P. oculata Prout, 1915
- P. ocyptera Meyrick, 1888
- P. ornatifimbria Warren, 1903
- P. oxybeles Prout, 1913
- P. oxycentra Meyrick, 1888
- P. pallidulata (Mabille, 1880)
- P. panchlora Prout, 1913
- P. pavlitzkiae Fletcher D. S., 1958
- P. pedicata Fletcher D. S., 1956
- P. periculosa Warren, 1903
- P. perineti Viette, 1981
- P. peristicta West, 1930
- P. permagna Herbulot, 1982
- P. permitis Prout, 1932
- P. perpolluta Prout, 1913
- P. perpulverata Prout, 1916
- P. philocala Prout, 1924
- P. phoenicogramma Prout, 1913
- P. phyllosa Pagenstecher, 1886
- P. pictifimbria Warren, 1904
- P. polluta Warren, 1903
- P. pomonae Warren, 1912
- P. pratti Prout, 1924
- P. pulchraria Swinhoe, 1904
- P. pumilata Fletcher D. S., 1956
- P. punctifimbria Warren, 1904
- P. punctilligera Warren, 1906
- P. punctulata Warren, 1903
- P. pupillata (Warren, 1902)
- P. rhodocosma Meyrick, 1888
- P. rhodocycla Prout, 1917
- P. rhodostigma Prout, 1916
- P. rubrimacula (Warren, 1899)
- P. rudipunctata Prout, 1924
- P. ruficollis Prout, 1913
- P. ruficosta Warren, 1906
- P. ruficulmen Prout, 1913
- P. rufimargo Warren, 1912
- P. rufistriga Warren, 1906
- P. rugistrigula Prout, 1912
- P. salutaria (Swinhoe, 1904)
- P. sanguinicosta Prout, 1912
- P. scintillans Warren, 1906
- P. semicincta Herbulot, 1982
- P. semicrocea Walker, 1861
- P. seminivea Warren, 1906
- P. serratilinea Warren, 1912
- P. shoa Herbulot, 1993
- P. signifera Warren, 1903
- P. simiaria (Guenée, 1858)
- P. simplex Warren, 1912
- P. simpliciata Fletcher D. S., 1958
- P. sororcula Warren, 1907
- P. stictimargo (Warren, 1902)
- P. stictoloma Prout, 1928
- P. syntyche Prout, 1913
- P. tandi Bethune-Baker, 1913
- P. tenera Warren, 1903
- P. tetracosmia Prout, 1930
- P. thiaucourti Herbulot, 1993
- P. tranquilla Prout, 1917
- P. transita Prout, 1930
- P. triangulata Fletcher D. S., 1958
- P. tricolorifrons (Prout, 1913)
- P. trifilifimbria Prout, 1915
- P. triglena Prout, 1930
- P. tripuncta Prout, 1913
- P. tryphera Prout, 1924
- P. turlini Herbulot, 1982
- P. unipuncta Warren, 1897
- P. vagabunda Warren, 1903
- P. vagilinea Prout, 1911
- P. vagrans Prout, 1913
- P. venata Prout, 1913
- P. vermicularia (Guenée, 1858)
- P. vestigiata Warren, 1906
- P. votiva Prout, 1913